# ددنباخ
ددنباخ (به آلمانی: Dedenbach) یک شهر در آلمان است که در اهرویلر واقع شده‌است. ددنباخ ۴۱۳ نفر جمعیت دارد.